# Швейк на фронте
«Швейк на фронте» (чеш. Poslušně hlásím — «Осмелюсь доложить») — художественный фильм, снятый чешским режиссёром Карелом Стеклы. Вторая часть экранизации романа Ярослава Гашека «Похождения бравого солдата Швейка во время мировой войны», продолжение фильма «Бравый солдат Швейк».

## Сюжет
В фильме использован сюжет второй, третьей и четвёртой частей книги — «На фронте», «Торжественная порка» и «Продолжение торжественной порки». Начинается лента с дорожного приключения Швейка во время поездки на новое место службы, включает в себя «будейовицкий анабасис» в поисках 91-го пехотного полка, рассказывает о сложных взаимоотношениях с полковыми офицерами и заканчивается неприятностями, вызванными случайным переодеванием в форму русского солдата.

## В ролях
- Рудольф Грушинский — Йозеф Швейк (советский дубляж — Павел Суханов)
- Сватоплук Бенеш — поручик Лукаш (советский дубляж — Исаак Лурье)
- Ярослав Марван — Фландерка (советский дубляж — Ефим Копелян)
- Милан Недела — Балоун (советский дубляж — Владимир Усков)
- Милош Недбал — генерал
- Бедржих Врбский — Финкенштейн (советский дубляж — Георгий Куровский)
- Франтишек Черны — трактирщик
- Франтишек Слегр — Шрёдер
- Йозеф Глиномаз — Ванек (советский дубляж — Яков Родос)
- Фанда Мразек — ефрейтор (советский дубляж — Степан Крылов)
- Отто Храдецкий — Сагнер (советский дубляж — Антон Куницын)
- Франтишек Филиповский — Дуб (советский дубляж — Борис Рыжухин)
- Властимил Бродский — венгерский пехотинец
- Ярослав Войта	— пастух
- Владимир Ржепа — Кёниг, ротмистр
- Ян Скопечек — капрал в Таборе

## Съёмочная группа
- Автор сценария и режиссёр-постановщик: Карел Стеклы
- Оператор: Ян Рот
- Художник: Богумил Покорный
- Композитор: Ян Сейдель

## Отличия от книги
По сравнению с первой частью, в этом фильме сюжет книги сильно ужат и упрощён. В фильме отсутствуют такие яркие персонажи, как вольноопределяющийся Марек и сапёр Водичка; роль других персонажей, таких как подпоручик Дуб или кадет Биглер, значительно урезана. В то же время сохранены такие эпизоды, как злоключения Швейка в поезде на пути в Чешские Будейовицы, «будейовицкий анабасис», посещение борделя и попадание в австрийский плен.

## Критика
Как и предыдущий фильм дилогии, «Бравый солдат Швейк», «Швейк на фронте» не был тепло принят чехословацкими кинокритиками. Большинство критиков отмечало поверхностный и иллюстративный характер фильма. Иржи Плахетка писал в газете «Руде право», что весь комизм фильма достигается исключительно за счёт текста Гашека и актёрской игры. Антонин Малина указывал на качественное несоответствие фильма и книги: «Ошибка в том, что весь вес остаётся на оригинальном художественном произведении и не дополняется кинематографическими находками». Аналогично считал Станислав Звоничек: «Большая часть фильма — это просто фотографии избранных сцен романа Гашека». Звоничек в своей рецензии советовал режиссёру использовать выразительные средства кино, придумать впечатляющие кинематографические образы, чтобы передать на экране всю силу сатиры Гашека. Франтишек Врба также не признавал за фильмом Карела Стеклы статус самостоятельного произведения искусства, которое можно было бы оценивать независимо от романа: «При большой фрагментации отдельных эпизодов, в которых не хватает места для раскрытия некоторых важных персонажей (например, подпоручика Дуба), здесь также не хватает единства сатирического смеха и гневного гротеска, столь характерных для романа Гашека». Иван Дворжак также указывал на вторичность фильма по отношению к первоисточнику: «Фильм Стеклы является компиляцией работы Гашека, но не самостоятельным художественным произведением». По мнению Дворжака, «будейовицкий анабасис» Швейка был гораздо удачнее перенесён на экран Иржи Трнкой в его кукольном мультфильме «Бравый солдат Швейк». Обозреватель словацкого журнала «Predvoja» также считал лучшей экранизацией «Швейка» мультфильм Трнки, а также фильм с Карелом Ноллом: «У Трнки — максимальное использование возможностей кино, умение занять и развлечь зрителя, высокий художественный уровень. У Стеклы нам не хватает этих атрибутов. Всё очень скромно, длинно и описательно». 
В то же время встречались и положительные отзывы. Обозреватель газеты «Svobodné slovo» писал: «Несмотря на то, что оба фильма имеют существенные художественные недостатки, связанные, главным образом, с обширностью литературного материала и неразрешимым вопросом, как перенести на экран своеобразный стиль Гашека, всё-таки мы ценим другие особенности работы Карела Стеклы». Рецензент также похвалил концепцию образа Швейка, созданную Рудольфом Грушинским, которая, по его мнению, в «Швейке на фронте» даже более верна духу литературного оригинала, чем в первом фильме дилогии.